# Cornelis George Boeree
Cornelis George Boeree (Badhoevedorp, 15 gennaio 1952 – Shippensburg, 5 gennaio 2021) è stato uno psicologo statunitense, professore alla Shippensburg University, specializzato in teoria della personalità e storia della psicologia.

## Biografia
Nacque a Badhoevedorp, vicino ad Amsterdam, nei Paesi Bassi. Si trasferì con i suoi genitori e il fratello negli Stati Uniti nel 1956 e crebbe a Long Island nello Stato di New York. Sposò Judy Kovarik nel 1972 da cui ebbe tre figlie. Conseguì il dottorato nel 1980 presso l'Oklahoma State University.
Fu l'autore dei primi testi di psicologia online,  da lui messi gratuitamente a disposizione degli studenti e di altre persone interessate, a partire dal 1997. I testi sono stati tradotti in tedesco, spagnolo  e bulgaro. Sono stati pubblicati due dei suoi libri di testo, uno sulle teorie della personalità e uno sulla storia della psicologia.
Boeree fu anche l'inventore della lingua franca nova, apparsa per la prima volta nel 1998 su Internet, e fu coeditore del dizionario di questa lingua artificiale.
È morto nel gennaio del 2021 per un tumore pancreatico.